# Монохроматска светлост
Монохроматска светлост назива се светлост која има тачно одређену фреквенцију и таласну дужину. Зато је представљена само у једној боји (префикс моно на грчком значи један).
Супротна од монохроматске светлости је бела светлост (бели спектар), која се састоји од ширег спектра фреквенција/таласних дужина - боја.

## Монохроматски талас
Монохроматски таласи су таласи код којих су електрично и магнетно поље пропорционални хармонијским функцијама, тј. комбинацији синусних и косинусних функција.